# أوكان أوزتشليك
أوكان أوزتشليك (بالتركية: Okan Özçelik)‏ هو لاعب كرة قدم تركي في مركز الوسط، ولد في 10 مايو 1992 في أوترخت في هولندا. لعب مع آر كي سي فالفيك وأنطاليا سبور.

## وصلات خارجية
- أوكان أوزتشليك على موقع اتحاد تركيا (لاعب) (الإنجليزية)
- أوكان أوزتشليك على موقع قاعدة بيانات كرة القدم.إي يو (الإنجليزية)